# Sinagoga Kiever
La Sinagoga Kiever (en anglès: Kiever Synagogue) és una sinagoga ortodoxa moderna situada a Toronto, Ontario, Canadà. La sinagoga va ser fundada per immigrants jueus procedents d'Ucraïna en 1912, i va ser incorporada formalment en 1914. Els congregants eren treballadors pobres, i els serveis van ser conduïts pels mateixos membres. Dues cases van ser finalment comprades en el barri de Kensington Market, i en el seu lloc es va acabar la construcció de l'edifici del renaixement romà d'Orient de doble cúpula actual en 1927.